# Daniela Calvetti
Daniela Calvetti () é uma matemática aplicada ítalo-estadunidense, que trabalha com computação científica, conectando a estatística Bayesiana à análise numérica. É James Wood Williamson Professor of Mathematics na Case Western Reserve University.

## Formação e carreira
Calvetti obteve uma laurea em matemática na Universidade de Bolonha em 1980. Foi para a Universidade da Carolina do Norte em Chapel Hill para estudos de pós-graduação em matemática, obtendo um mestrado em 1985 e concluindo seu doutorado em 1989. Sua tese, A Stochastic Round Off Error Analysis for the Fast Fourier Transform, foi orientada por John Tolle.
Depois de assumir cargos docentes na Universidade Estadual da Carolina do Norte, Colorado State University Pueblo e no Stevens Institute of Technology, foi para Case Western Reserve University em 1997. Recebeu a James Wood Williamson Professorship em 2013.

## Livros
Com Erkki Somersalo é co-autora de três livros, Introduction to Bayesian Scientific Computing: Ten Lectures on Subjective Computing (Springer, 2007), Computational Mathematical Modeling: An Integrated Approach Across Scales (SIAM, 2013)  e Mathematics of Data Science: A Computational Approach to Clustering and Classification (SIAM, 2020).